# Agronomía

Lage von Agronomía in Buenos Aires

Agronomía ist ein Stadtteil der argentinischen Hauptstadt Buenos Aires. Er liegt westlich vom Zentrum und hat auf einer Fläche von 3,5 km² gut 30.000 Einwohner (Stand 2010). Benannt wurde er nach der Facultad de Agronomía (Agronomische Fakultät) der Universität Buenos Aires. Zusammen mit den Stadtteilen Chacarita, La Peternal, Villa Crespo und Villa Ortúzar bildet Agronomía den Stadtbezirk (Comuna) 15.
Parque Chas war früher ein Teil von Agronomía, bekam aber im Dezember 2005 den Status eines eigenen Stadtteils zugesprochen.

## Geschichte
Das Gebiet des heutigen Agronomía gehörte früher den Jesuiten und wurde „Chacra de los jesuites“ genannt. Als der Orden 1769 vertrieben wurde, fiel das Land zurück an die Regierung. Diese gab es an das „Real Colegio de San Carlos“, aus dem später auch das „Colegio Nacional de Buenos Aires“ wurde. 
Am Ende des 19. Jahrhunderts wurde ein Park auf dem Grundstück angelegt. 1901 stellte die Regierung 185 Hektar dafür zur Verfügung, davon sollten 30 Hektar für einen Bahnhof, eine Modell-Farm und eine Landwirtschafts-Schule (Escuela de Agricultura) genutzt werden. Die Schule war notwendig geworden aufgrund der Politik, die Entwicklung des Landes durch den Export von Agrarprodukten voranzutreiben. 
Der heutige Stadtteil wurde um den Park herum angelegt. Die einzelnen Siedlungen trugen alle den Zusatz „de Agronomía“, was sich schließlich auch als Stadtteilname durchsetzte. Das ursprünglich als Bahnhof vorgesehene Gebäude wurde das „Instituto Superior de Agronomía y Veterinaria“ (Institut für Landwirtschaft und Tiermedizin). Das Institut wurde am 25. September 1904 gegründet und wurde fünf Jahre später zur „Facultad de Agronomía y Veterinaria“ der Universität Buenos Aires. 1984 wurden die beiden Richtungen getrennt und wurden zur „Schule für Landwirtschaft“ und „Schule für Veterinärmedizin“. 

## Sehenswürdigkeiten
Neben den bereits erwähnten Gebäuden der Universität sind in Agronomía die Meteorologische Station „Villa Ortúzar“, die Museen für Anatomie (Museo de Anatomía) und für chirurgische Pathologie (Museo de Patología Quirúrgica) zu sehen. 
Außerdem gibt es im Stadtteil eine 16 ha große Projekt-Farm für Unterrichtszwecke mit dem Namen „Del Campo a la Ciudad“ (Vom Land zur Stadt) zu sehen. 
In einem Apartment in der Artigas-Straße 3246 lebte der Schriftsteller Julio Cortázar. Nach ihm wurde auch eine Straße im Stadtteil benannt.
In der Calle Navarro befindet sich die Kirche San José del Talar mit dem Wallfahrtsbild Knotenmadonna.

## Sport
Agronomía ist Heimat für diverse Sportvereine, darunter die “Asociación Atlética Argentinos Juniors”, der “Club El Trébol” und der “Club Social y Deportivo Agronomía Central”. 